# سوزانا كلارك (كاتبة)
سوزانا ماري كلارك (بالإنجليزية: Susanna Clarke)‏ (وُلدت في 1 نوفمبر من عام 1959)، هي مؤلّفة إنجليزية معروفة بروايتها الأولى جوناثان سترينج والسيد نوريل (2004)، التي حازت على جائزة هوغو عن فئة التاريخ البديل. بدأت كلارك عملها على رواية جوناثان سترينج والسيد نوريل في عام 1993، إذ عملت عليها في أوقات فراغها. وعلى مدى العقد التالي، نشرت كلارك مجموعة من القصص القصيرة التي تتركّز أحداثها في الكون الذي يعيشه جوناثان سترينج. لم تشترِ دار بلومزبري مسودّة الرواية ولم تعمل عليها حتّى عام 2003. أصبحت روايتها أكثر الكتب مبيعًا.
نشرت كلارك مجموعتها من القصص القصيرة بعد عامين، إذ كانت تحت عنوان سيدات غريس أدييو وقصص أخرى (2006). تدور أحداث روايات كلارك وقصصها القصيرة في إنجلترا السحرية، إذ كتبتها محاكيةً أساليب مؤلّفي القرن التاسع عشر مثل جاين أوستن وتشارلز ديكنز. تركّز روايتها جوناثان سترينج والسيد نوريل على العلاقة القائمة بين الرجلين، بينما تركّز مجموعتها القصصية سيدات غريس أدييو وقصص أخرى على السلطة التي تكتسبها النساء من خلال السحر.

## سيرتها الذاتية

### نشأتها
وُلدت كلارك في 1 نوفمبر من عام 1959 في نوتنغهام بإنجلترا، إذ كانت الابنة الكبرى لكاهن ميثودي وزوجته. قضت كلارك طفولتها في العديد من المدن في جميع أنحاء شمال إنجلترا واسكتلندا بسبب منصب والدها. استمتعت كلارك بقراءة أعمال السير آرثر كونان دويل وتشارلز ديكنز وجاين أوستن. حصلت على درجة البكالوريوس في الآداب والفلسفة والسياسة والاقتصاد من كلية سانت هيلدا في أوكسفورد في عام 1981.
عملت في مجال النشر في مجموعة كواترو ولدى الناشر غوردون فرايسر لمدّة ثمانية أعوام. درّست كلارك اللغة الإنجليزية كلغة أجنبية في تورينو بإيطاليا وبلباو بإسبانيا لمدّة عامين. عادت إلى إنجلترا في عام 1992، لتقضي بقية العام في مقاطعة درم في منزل مطلّ على بحر الشمال. بدأت بعدها بالعمل على روايتها الأولى جوناثان سترينج والسيد نوريل. عيّنتها شركة سايمون وشوستر في كامبردج لتحرير كتب طبخ في عام 1993، إذ بقيت في هذه الوظيفة في السنوات العشر القادمة.

### جوناثان سترينج والسيد نوريل
طوّرت كلارك فكرة روايتها هذه في البداية بينما كانت تدرّس في بلباو، إذ قالت «اختبرت ما يشابه حلم يقظة... عن رجل بملابس القرن الثامن عشر في مكان مثل فينيسيا، يتحدّث إلى بعض السيّاح الإنجليز. انتابني شعور قوي بأنه يمتلك خلفيةً سحريةً بطريقةٍ ما، إذ كان يعمل في مجال السحر، وسارت الأمور على نحو سيء للغاية». كانت قد عاودت قراءة رواية ج. ر. ر. تولكين سيّد الخواتم مؤخّرًا، ما ألهمها لـ «[تجرّب] تأليف روايةٍ مليئةٍ بالسحر والخيال».
بدأت كلارك بالتفكير جدّيًا في كتابة روايتها بعد عودتها من إسبانيا في عام 1993. اشتركت في ورشة عمل مكوّنة من خمسة أيام للكتابة في مجالي الخيال والخيال العلمي، وشاركت في التدريس مع مؤلّفَي الخيال العلمي والخيال كولن غرينلاند وجيف ريمان. كان متوقّعًا من الطلّاب أن يعدّوا قصة قصيرة قبل حضور الورشة، لكنّ كلارك لم تمتلك سوى «حزمًا» من الأدوات اللازمة لروايتها. اقتبست كلارك قصّتها القصيرة سيدات غريس أدييو من هذه الحزم، إذ كانت قصّةً خرافيةً تدور أحداثها حول ثلاث نساء يمارسن السحر سرًا قبل أن يكتشفهنّ جوناثان سترينج الشهير. أعجب غرينلاند بالقصّة لدرجة أنّه أرسل مقتطفات منها إلى صديقه الكاتب الخيالي نيل غيمان دون علم كلارك. صرّح غيمان لاحقًا: «كان أمرًا مرعبًا بنظري، أن أقرأ هذه القصّة القصيرة الأولى بمثل هذه الجودة... كان الأمر أشبه بمشاهدة شخص جالس ليعزف على البيانو للمرة الأولى فعزف سوناتة». عرض غيمان هذه القصّة على صديقه كاتب الخيال العلمي والمحرر باتريك نيلسن هايدن. علمت كلارك بما حدث بعد أن اتّصل نيسلن هايدن بها وعرض عليها نشر قصّتها في مجموعة مختاراته الأدبية ضوء النجوم 1 (1996)، التي تضمّنت مقالات لمؤلّفي الخيال العلمي والخيال المحبوبين. قبلت كلارك هذا العرض وفاز الكتاب بجائزة الخيال العالمية لأفضل المجموعات الأدبية المختارة في عام 1997.
قضت كلارك السنوات العشر التالية في كتابة روايتها في أوقات فراغها. نشرت كلارك قصصًا في ضوء النجوم 2 (1998) وضوء النجوم 3 (2001)، وقد لاقى عملها شهرةً وتقديرًا في وسط مجموعة صغيرة من عشّاق الخيال من الجمهور والنقّاد على شبكة الإنترنت وفقًأ لمجلّة نيويورك تايمز. عمومًا، نشرت كلارك سبع قصص قصيرة في مجموعات من المختارات الأدبية. أُدرجت قصّتها السيّد سايمونيلي أو الأرمل السحري في القائمة المختصرة للمرشحين لجائزة الخيال العالمي في عام 2001.
لم تكن كلارك متأكّدة من إنهائها لروايتها ونشرها. حاولت الكتابة لمدّة ثلاث ساعات يوميًا بدءًا من الساعة 5:30 صباحًا، لكنّها واجهت صعوبات في الالتزام بهذا الجدول. كتبت كلارك روايتها على شكل أجزاء مبعثرة وحاولت ربطها مع بعضها البعض، عوضًا عن كتابة الرواية من البداية إلى النهاية. اعترفت كلارك بأن مشروع روايتها هذه موجّه لنفسها وليس للقارئ. قالت كلارك أنها «تشبّثت بهذه الطريقة» وذلك بسبب «شعوري بأن العودة للعمل على البداية ستفقد [الرواية] عمقها، ولن يكون هذا سوى غيض من فيض ما أستطيع فعله. لكنّي لو علمت بأنها ستستغرقني عشر سنوات، لما كنت قد بدأت بها. شعرت بالراحة عندما فكّرت بأنني سأنتهي منها في العام القادم، أو العام بعد القادم». وقع كلّ من كلارك وغرينلاند في الحب بينما كانت تكتب روايتها، وانتقلا للعيش معًا.
شعرت كلارك بالـ «يأس» مع بداية عام 2001، ما دفعها للبحث عن شخص ليساعدها في إنهاء الكتاب وبيعه. شغل جايلز جوردون وظيفة أول وكيل أدبي لكلارك، إذ باعت المسودّة إلى دار بلومزبري في أوائل عام 2003 بعد أن رفضها ناشران باعتبارها غير قابلة للتسويق. كانت دار بلومزبري على يقين من تحقيق الرواية لنجاح كبير، لدرجة أنها عرضت على كلارك مبلغًا قدره مليون جنيه إسترليني مقدّمًا. طبعت الدار 250,000 نسخة في الولايات المتّحدة وبريطانيا وألمانيا في آن واحد. بدأت سبعة عشر حركة ترجمة للرواية قبل أن يُنشر الإصدار الأول باللغة الإنجليزية في 8 سبتمبر في عام 2004 في الولايات المتّحدة وفي 30 سبتمبر في المملكة المتّحدة.
تُصنّف رواية جوناثان سترينج والسيد نوريل باعتبارها تاريخًا بديلًا متمركزًا في إنجلترا خلال القرن التاسع عشر أثناء اندلاع الحروب النابليونية. تتمحور الرواية حول فرضية تواجد السحر في إنجلترا ذات مرّة، وعودته على يد رجلين؛ جيلبرت نوريل وجوناثان سترينج. تركّز الرواية على العلاقة بين هذين الرجلين، إذ تبحث أيضًا «فيما يعنيه أن تكون إنجليزيًا» وفي الحدود ما بين الحكمة والجنون. وُصفت الرواية بأنّها رواية خيالية واعُتبرت تاريخًا بديلًا وروايةً تاريخيةً مستندةً إلى التقاليد الأدبية الرومانسية المختلفة؛ مثل كوميديا الأخلاق والحكايات القوطية والبطل الباريوني (نسبةً للشاعر الإنجليزي لورد بايرون). وُصف أسلوب كلارك على أنه «محاكاة أدبية» مرارًا وتكرارًا، إذ اعتُبر أسلوبها محاكيًا لأساليب مؤلّفي القرن التاسع عشر البريطانيين مثل تشارلز ديكنز وجاين أوستن وجورج ميريديث خصوصًا. يتعارض عالم ما وراء الطبيعة ويُسلّط الضوء عليه من خلال التفاصيل الدنيوية وأسلوب كلارك الذي يجمع ما بين خفّة الظل العريقة والغرابة الأثرية. رفدت كلارك النص بما يقرب 200 هامشًا موضّحًا للخلفية الدرامية، ومدوّنة خيالية كاملة مليئة بالعلوم السحرية. نالت الرواية استحسان النقّاد ووصلت إلى المرتبة الثالثة في قائمة نيويورك تايمز للكتب الأكثر مبيعًا، إذ بقيت في القائمة لمدّة أحد عشر أسبوعًا.

## جوائز
حصلت على جوائز منها:
- جائزة هوغو لأفضل رواية، عن عمل: Jonathan Strange & Mr Norrell [الإنجليزية]‏ (2005)
- جوائز أسطورية [الإنجليزية]‏، عن عمل: Jonathan Strange & Mr Norrell [الإنجليزية]‏ (2005)
- جائزة عالم الخيال لأفضل رواية [الإنجليزية]‏، عن عمل: Jonathan Strange & Mr Norrell [الإنجليزية]‏ (2005)
- Locus Award for Best First Novel [الإنجليزية]‏، عن عمل: Jonathan Strange & Mr Norrell [الإنجليزية]‏ (2005)
- British Book Awards [الإنجليزية]‏.

## وصلات خارجية
- سوسانا كلارك على موقع IMDb (الإنجليزية)